# Yeniqışlaq
Yeniqışlaq är en ort i Azerbajdzjan.   Den ligger i distriktet Nefttjala, i den sydöstra delen av landet, 140 km söder om huvudstaden Baku. Antalet invånare är 652.
Terrängen runt Yeniqışlaq är mycket platt. Närmaste större samhälle är Neftçala, 12,3 km norr om Yeniqışlaq.
Trakten runt Yeniqışlaq består i huvudsak av gräsmarker.